# Gilhoc-sur-Ormèze
Gilhoc-sur-Ormèze település Franciaországban, Ardèche megyében. Lakosainak száma 473 fő (2022. január 1.). Gilhoc-sur-Ormèze Alboussière, Champis, Colombier-le-Jeune, Le Crestet, Lamastre, Saint-Barthélemy-Grozon és Saint-Sylvestre községekkel határos.

## Népesség
A település népességének változása:
| Lakosok száma | 604  | 509  | 433  | 360  | 443  | 450  | 455  | 460  | 464  | 473  |
|               | 1968 | 1982 | 1990 | 2006 | 2013 | 2015 | 2017 | 2019 | 2020 | 2022 |